# 袋山
袋山（ふくろやま）は、埼玉県越谷市の大字。郵便番号は343-0032。

## 地理
埼玉県の東部地域で、越谷市の北部に位置する。大袋駅の東西にあたる地区で南北に長く、全域が宅地化している。中央を須賀用水が流れる。袋山の南に流れる元荒川が、かつてこの地域を「袋」のように北側に蛇行し、袋の内側が小高い「山」のようになっていたことが地名の由来。

## 歴史
かつては袋山村だった。
- 1889年（明治22年）4月1日 - 町村制施行により、三野宮村、大竹村、大道村、大林村、大房村、袋山村、恩間村、恩間新田が合併し南埼玉郡大袋村の大字袋山となる。
- 1899年（明治32年）8月27日 - 地内に東武伊勢崎線が建設され、開通する。
- 1926年（大正15年）10月1日 - 地内に大袋駅が開業する。
- 1954年（昭和29年）11月3日 - 南埼玉郡越ヶ谷町、大沢町、新方村、桜井村、大袋村、出羽村、蒲生村、大相模村、増林村と合併し越谷町の大字となる。
- 1958年（昭和33年）11月3日 - 越谷町が市制施行し越谷市の大字となる。
- 1960年（昭和35年）4月1日 - 地内に越谷市立北中学校が創立される。
- 1967年（昭和42年）4月1日 - 地内に国道4号草加バイパスが建設され、現下り線が開通する。同年12月26日には上り線も開通する。
- 1972年（昭和47年）4月1日 - 地内に越谷市立大袋北小学校が開校する。
- 1999年（平成11年）11月20日 - 袋山の一部が千間台東四丁目となる。
- 2013年（平成25年）9月2日 - 地内を竜巻が通過し、家屋などが損壊するなどの被害が出る[4][5]。

## 世帯数と人口
2023年（令和5年）1月1日現在の世帯数と人口は以下の通りである。
| 大字 | 世帯数    | 人口     |
| ---- | --------- | -------- |
| 袋山 | 6,698世帯 | 13,736人 |

## 小・中学校の学区
市立小・中学校に通う場合、学区（校区）は以下の通りとなる。
| 番地 | 小学校                                      | 中学校             |
| --- | ------------------------------------------- | ------------------ |
| 1〜186、191、196〜246、249、258〜261、285〜294、296、298、299-2〜300、304、398〜399、836〜837、853、855、859〜866、929〜935、1132〜1136、1142〜1151、1369、1372〜1398、1400〜1409、1421〜9999 | 越谷市立大袋東小学校                        | 越谷市立大袋中学校 |
| 187〜190、192〜195、247〜248、262 | 越谷市立大袋東小学校 （越谷市立大袋小学校） | 越谷市立大袋中学校 |
| 250〜257、263〜284、295、297、299-1、301〜303、305〜397、400〜746-1、747〜752、761〜835、838〜852、854、856〜858、867〜928、936〜1131、1137〜1141、1152〜1368、1370〜1371、1399、1410〜1420   | 越谷市立大袋北小学校                        | 越谷市立北中学校   |

## 交通

### 鉄道
- 東武伊勢崎線（東武スカイツリーライン）大袋駅

### 道路
- 国道4号越谷春日部バイパス
- 大袋西口通り
- 須賀川通り

## 施設
- 順天堂大学医学部附属順天堂越谷病院
- 越谷大袋郵便局
- 越谷市立北中学校
- 越谷市立大袋東小学校
- 越谷市立大袋北小学校
- 認定こども園 しらこばと幼稚園
- 袋山保育園
- 大袋北交流館
- 袋山久伊豆神社
- 持福寺
- 袋山第一ふれあい公園
- 袋山第四ふれあい公園
- 袋山せせらぎ公園